# Rebutia ritteri
Rebutia ritteri là một loài thực vật có hoa trong họ Cactaceae. Loài này được (Wessner) Buining & Donald miêu tả khoa học đầu tiên năm 1963.